# Pago Youth FC
Pago Youth FC – klub piłkarski na Samoa Amerykańskim, mający siedzibę w stolicy kraju Pago Pago.

## Historia
Klub Piłkarski Pago Youth FC został założony na Samoa Amerykańskim po roku 2000. W 2005 zespół dotarł do półfinału FFAS Senior League. W 2007 zajął 7.miejsce w Pool A ligi. W 2008 zdobył swój pierwszy tytuł mistrzowski. Potem powtórzył ten sukces w latach 2010, 2011, 2012. Od 2014 do 2015 klub nie brał udziału w rozgrywkach ligowych, a w 2016 znów został mistrzem kraju.

## Sukcesy

### Trofea krajowe
| \| \| Zdobyte trofea w rozgrywkach Samoa Amerykańskiego (stan na: 31-12-2017) \| |                                                                         |      |                                    |
| Rozgrywki                                                                        | Osiągnięcie                                                             | Razy | Sezon(y)                           |
| Mistrzostwo                                                                      | I miejsce                                                               | 6    | 2008, 2010, 2011, 2012, 2016, 2017 |
| Mistrzostwo                                                                      | II miejsce                                                              | 1    | 2013                               |
| Mistrzostwo                                                                      | III miejsce                                                             | 0    |                                    |
| Puchar                                                                           | zdobywca                                                                | 0    |                                    |
| Puchar                                                                           | finalista                                                               | 0    |                                    |
| Samoa Amerykańskie                                                               | Zdobyte trofea w rozgrywkach Samoa Amerykańskiego (stan na: 31-12-2017) |      |                                    |

## Stadion
Klub rozgrywa swoje mecze domowe na stadionie Veterans Memorial Stadium w Pago Pago, który może pomieścić 2,000 widzów.

## Piłkarze
| Nr | Poz. | Piłkarz            |
| -- | ---- | ------------------ |
| 1  | BR   | Moimoi Tualaulelei |
| 2  | OB   | Poyer Samuelu      |
| 3  | NA   | Rambo Tapui        |
| 4  | PO   | Gabriel Taumua     |
| 5  | NA   | Elama Fa'atonu     |
| 6  | NA   | Eugene Ledoux      |
| 7  | PO   | Fiatele Niuoka     |
| 8  | OB   | Ueli Tualaulelei   |
| 9  | OB   | Paul Collins       |
| 10 | PO   | Ryan Samuelu       |

| Nr | Poz. | Piłkarz        |
| -- | ---- | -------------- |
| 11 | PO   | Nissan Tupai   |
| 12 | OB   | Ruben Luvu Jr. |
| 13 | OB   | Harvey Manu    |
| 14 | OB   | Joe Koroiadi   |
| 15 | OB   | Tommy Amisone  |
| 16 | OB   | Roy Ledoux     |
| 17 | OB   | Pete Peters    |
| 18 | OB   | Dustin Maiava  |
| 19 | NA   | Ricky Faamoana |
| 20 | NA   | Tafiga Faimalu |

## Trenerzy
...
- 201?–2017:  Ailao Tualaulelei Sr.
- 01.01.2018–...:  Liamata Amisone Jr. &  Frederick Maiava